# Gwilym Lewis
Gwilym Peter Lewis (1952) is een Britse botanicus die is gespecialiseerd in de vlinderbloemenfamilie (Leguminosae).
In 1994 behaalde hij een Ph.D. aan de University of St Andrews met het proefschrift Systematic studies in neotropical Caesalpinia L. (Leguminosae: Caesalpinioideae): --including a revision of the Poincianella-Erythrostemon group.
Sinds 1975 is hij werkzaam bij de Royal Botanic Gardens, Kew, waar hij anno 2009 de functie vervult van hoofd en conservator van de afdeling vlinderbloemenfamilie (Leguminosae) op het herbarium. Hij richt zich in zijn wetenschappelijk onderzoek speciaal op de systematiek, biogeografie, biodiversiteit, fytochemie, fylogenie, voortplantingsbiologie en morfologie van neotropische Leguminosae, vooral Caesalpinioideae (met name Caesalpinia) en Mimosoideae.
Lewis heeft meerdere keren Brazilië bezocht voor floristisch onderzoek, in droge gebieden en het tropisch regenwoud. Tevens heeft hij onderzoek gedaan in de Ecuadoraanse Andes. Hij heeft bijgedragen aan meerdere boeken over leden van de vlinderbloemenfamilie en heeft gepubliceerd in botanische tijdschriften als Brittonia, Curtis's Botanical Magazine en Kew Bulletin. Het boek Legumes of the World, waarvan hij de eerste auteur is, is onderscheiden met de 2006 Annual Literature Award van de Council on Botanical and Horticultural Libraries.
In 1996 ontving Lewis van de New York Botanical Garden de Rupert Barneby Award voor gastonderzoekers voor zijn onderzoek aan de vlinderbloemenfamilie in Ecuador. Hij is lid van de American Society of Plant Taxonomists, de Botanical Society of America en de Organization for Flora Neotropica .

## Selectie van publicaties
- Legumes of Bahia; G.P. Lewis; Kew Publishing (1987); ISBN 0947643052
- Postcards from Kew, Gwilym Lewis, London HMSO. (1989), ISBN 0112500374
- Caesalpinia: A Revision of the Poincianella-Erythrostemon Group, G.P. Lewis, Royal Botanic Gardens, Kew (1998), ISBN 1900347326
- Legumes of the World, Gwilym Lewis, Brian Schrire, Barbara MacKinder, Mike Lock, Royal Botanic Gardens, Kew (2005), ISBN 1900347806
- Preliminary List of the Leguminosae in Northeastern Brazil; Edgley A. Cesar, Fabricio S. Juchum & Gwilym P. Lewis; Kew Publishing (2006); ISBN 1842461427
- Neotropical Savannas and Seasonally Dry Forests, R. Toby Pennington, Gwilym Lewis & James A. Ratter, CRC Press (2006), ISBN 0849329876
- Metacommunity process rather than continental tectonic history better explains geographically structured phylogenies in legumes[dode link]; Matt Lavin, Brian P. Schrire, Gwilym Lewis, R. Toby Pennington, Alfonso Delgado-Salinas, Mats Thulin, Colin E. Hughes, Angela Beyra Matos & Martin F. Wojciechowski; in: Philosophical Transactions of The Royal Society of London Series B (2004)